# Michael Munemann

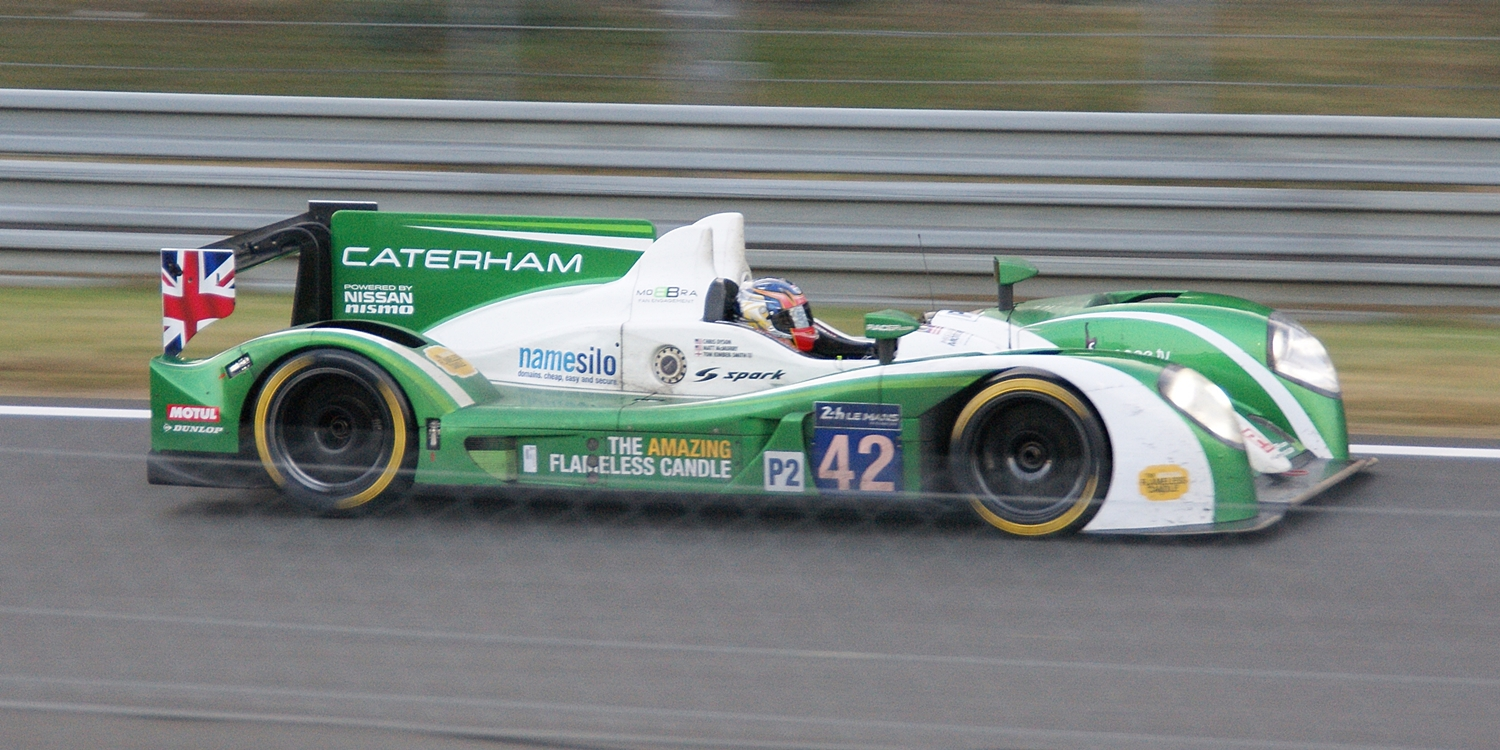
Der von Michael Munemann beim 24-Stunden-Rennen von Le Mans 2014 gefahrene Zytek Z11SN

Michael Munemann (* 23. März 1968) ist ein ehemaliger britischer Automobilrennfahrer.

## Karriere
Munemann nahm in seiner Karriere zweimal am 24-Stunden-Rennen von Le Mans teil. Er fuhr ebenfalls Rennen in der European Le Mans Series und der Asian Le Mans Series für Algarve Pro Racing. Seine beste Platzierung dabei war ein zweiter Platz in der Fahrerwertung.

## Statistik

### Le-Mans-Ergebnisse
| Jahr | Team               | Fahrzeug     | Teamkollege      | Teamkollege      | Platzierung | Ausfallgrund |
| ---- | ------------------ | ------------ | ---------------- | ---------------- | ----------- | ------------ |
| 2014 | Caterham Racing    | Zytek Z11SN  | Alessandro Latif | James Winslow    | Ausfall     | Unfall       |
| 2016 | Algarve Pro Racing | Ligier JS P2 | Chris Hoy        | Andrea Pizzitola | Rang 17     |              |

### Einzelergebnisse in der FIA-Langstrecken-Weltmeisterschaft
| Saison | Team               | Rennwagen    | 1   | 2   | 3   | 4   | 5   | 6   | 7   | 8   | 9   |
| ------ | ------------------ | ------------ | --- | --- | --- | --- | --- | --- | --- | --- | --- |
| 2014   | Caterham Racing    | Zytek Z11SN  | SIL | SPA | LEM | AUS | FUJ | SHA | BAH | SAO |     |
| 2014   | Caterham Racing    | Zytek Z11SN  | DNF |     |     |     |     |     |     |     |     |
| 2016   | Algarve Pro Racing | Ligier JS P2 | SIL | SPA | LEM | NÜR | MEX | AUS | FUJ | SHA | BAH |
| 2016   | Algarve Pro Racing | Ligier JS P2 | DNF |     |     |     |     |     |     |     |     |